# بالاترین دمای ثبت‌شده روی زمین

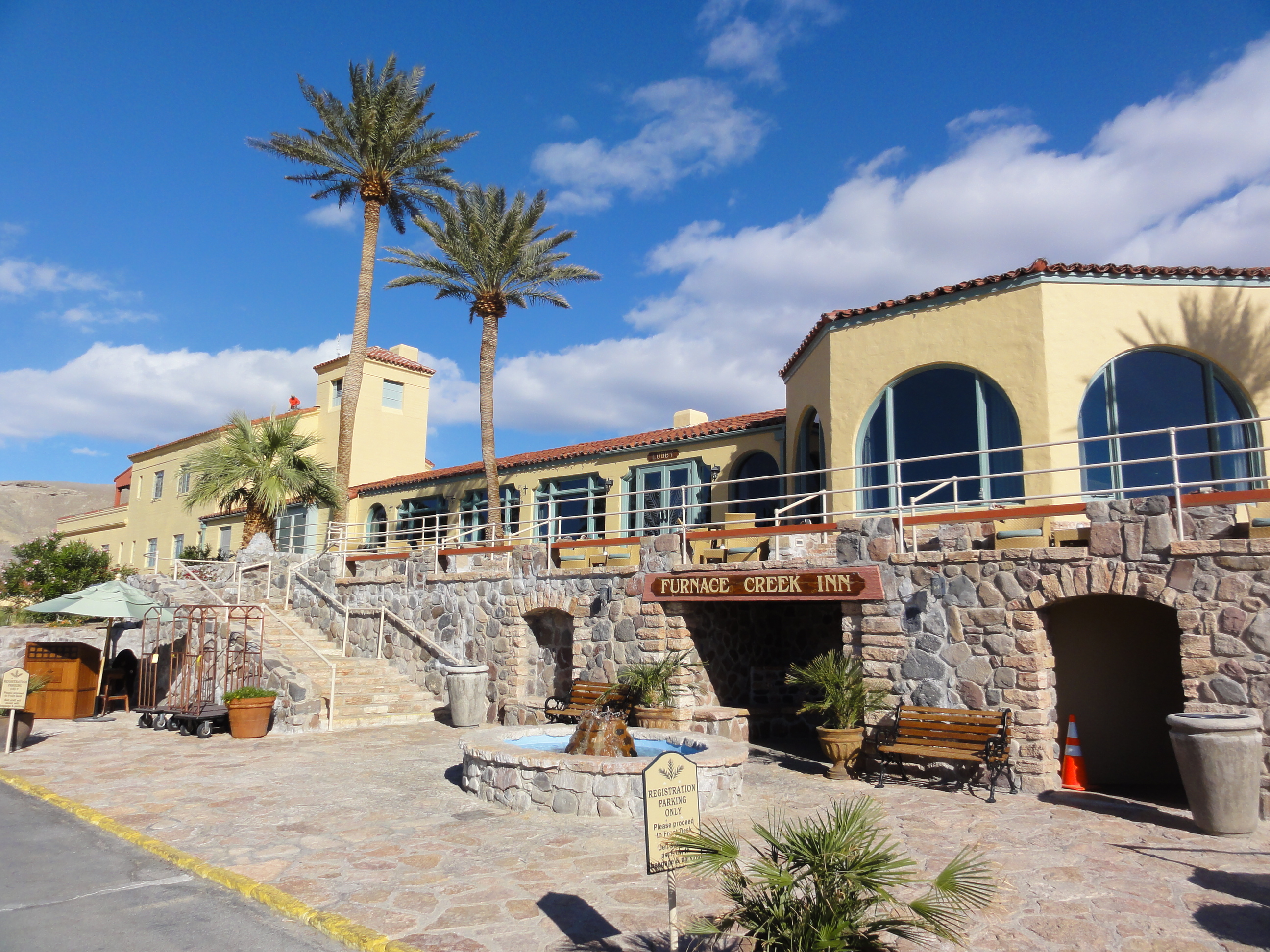
دره مرگ، مکان ثبت بالاترین دما تاکنون

به گفتهٔ سازمان جهانی هواشناسی (WMO)، بالاترین دمای ثبت‌شده روی زمین برابر با ۵۶٫۸ درجه سلسیوس (۱۳۴٫۲ درجه فارنهایت) بوده‌است که در بیابان دره مرگ در کالیفرنیا و در تاریخ ۱۰ ژوئیه ۱۹۱۰ به ثبت رسیده‌است. با این حال این رکورد توسط خود WMO و برخی دیگر کارشناسان مورد تردید قرار گرفته‌است. شایان ذکر است در سال ۱۹۲۲ درجه حرارتی در صحرای لیبی ثبت شده که ۵۸  درجه می باشد. WMO گفته‌است که دمای اندازه‌گیری‌شده ممکن است متأثر از طوفان شن در زمان اندازه‌گیری کمی بیشتر از دمای واقعی هوا بوده باشد. در صورت کنار گذاشته شده این رکورد، بالاترین رکورد بعدی دمای ۵۴٫۰ درجه سلسیوس (۱۲۹٫۲ درجه فارنهایت) ثبت شده در دره مرگ در تاریخ ۲۰ ژوئن ۲۰۱۳ و نیز در مطربه کویت در تاریخ ۲۱ ژوئیه ۲۰۱۶ خواهد بود.

## شیوهٔ اندازه‌گیری

### اندازه‌گیری دمای هوا و زمین
شرایط استاندارد اندازه‌گیری دما ۱٫۵ متر بالاتر از سطح زمین و در سایه است. دمای اندازه‌گیری‌شده‌یِ روی سطح زمین ممکن است ۳۰ تا ۵۰ درجه سانتی‌گراد بالاتر از دمای هوا باشند. بیشترین دمای ممکن سطح زمین در تئوری بین ۹۰ تا ۱۰۰ درجه سانتی‌گراد برای خاک تیره و خشک با رسانندگی گرمایی کم تخمین زده می‌شود.

### اندازه‌گیری به کمک ماهواره
دماهای ثبت‌شده توسط ماهواره‌ها معمولاً اعداد بالاتری را نشان می‌دهند که می‌تواند ناشی از پیچیدگی‌های حاصل از کاهش ارتفاع ماهواره باشد؛ از این رو این اعداد به اندازهٔ اندازه‌گیری‌های انجام‌شده روی سطح زمین قابل اعتماد نیستند.

## ادعاهای تأییدنشده
| تاریخ         | دما °C/°F                              | نوع       | دلیل   | مکان                                | شرح                                                                                               |
| ------------- | -------------------------------------- | --------- | ------ | ----------------------------------- | ------------------------------------------------------------------------------------------------- |
| ۱۱ ژوئیه ۱۹۰۹ | ۵۷٫۸ درجه سلسیوس (۱۳۶٫۰ درجه فارنهایت) | هوا       | دماجهش | چرکی، اکلاهما (ایالات متحده آمریکا) | این اتفاق در ساعت ۳ بامداد (منطقه زمانی مرکزی) روی داده و منجر به خشک شدن گیاهان در منطقه شده‌است. |
| ۶ ژوئیه ۱۹۴۹  | ۷۰ درجه سلسیوس (۱۵۸٫۰ درجه فارنهایت)   | هوا       | دماجهش | فیگوئرا دافوش (پرتغال)              | طی ۲ دقیقه دمای هوا از ۳۸ تا ۷۰ درجه سلسیوس (۱۰۰٫۴ تا ۱۵۸٫۰ درجه فارنهایت) رسید.                  |
| ۱۹۶۰          | ۶۰ درجه سلسیوس (۱۴۰٫۰ درجه فارنهایت)   | هوا       | دماجهش | کوپرل، تگزاس (آمریکا)               | [ ۱۰ ]                                                                                            |
| ژوئن ۱۹۶۷     | ۸۶٫۷ درجه سلسیوس (۱۸۸٫۱ درجه فارنهایت) | نامعلوم   | دماجهش | آبادان (ایران)                      | [ ۹ ]                                                                                             |
| ۱۵ ژوئیه ۱۹۷۲ | ۹۳٫۹ درجه سلسیوس (۲۰۱٫۰ درجه فارنهایت) | زمین      | —      | دره مرگ (آمریکا)                    |                                                                                                   |
| ۲۰۰۵          | ۷۰٫۷ درجه سلسیوس (۱۵۹٫۳ درجه فارنهایت) | ماهواره‌ای | —      | دشت لوت (ایران)                     |                                                                                                   |
| ۲۰۰۸          | ۶۶٫۸ درجه سلسیوس (۱۵۲٫۲ درجه فارنهایت) | ماهواره‌ای | —      | کوه‌های شعله‌ور (چین)                 |                                                                                                   |
| ۲۰۱۱          | ۸۴ درجه سلسیوس (۱۸۳ درجه فارنهایت)     | زمین      | —      | بور سودان (سودان)                   |                                                                                                   |